# Justí (historiador)
Marc Junià Justí (en llatí Marcus Junianus Justinus Frontinus), va ser un historiador romà, que va viure probablement al final del segle i aC. Se'n sap molt poc de la seva biografia, fins i tot hi ha autors que defensen que va viure als segles iii i iv.

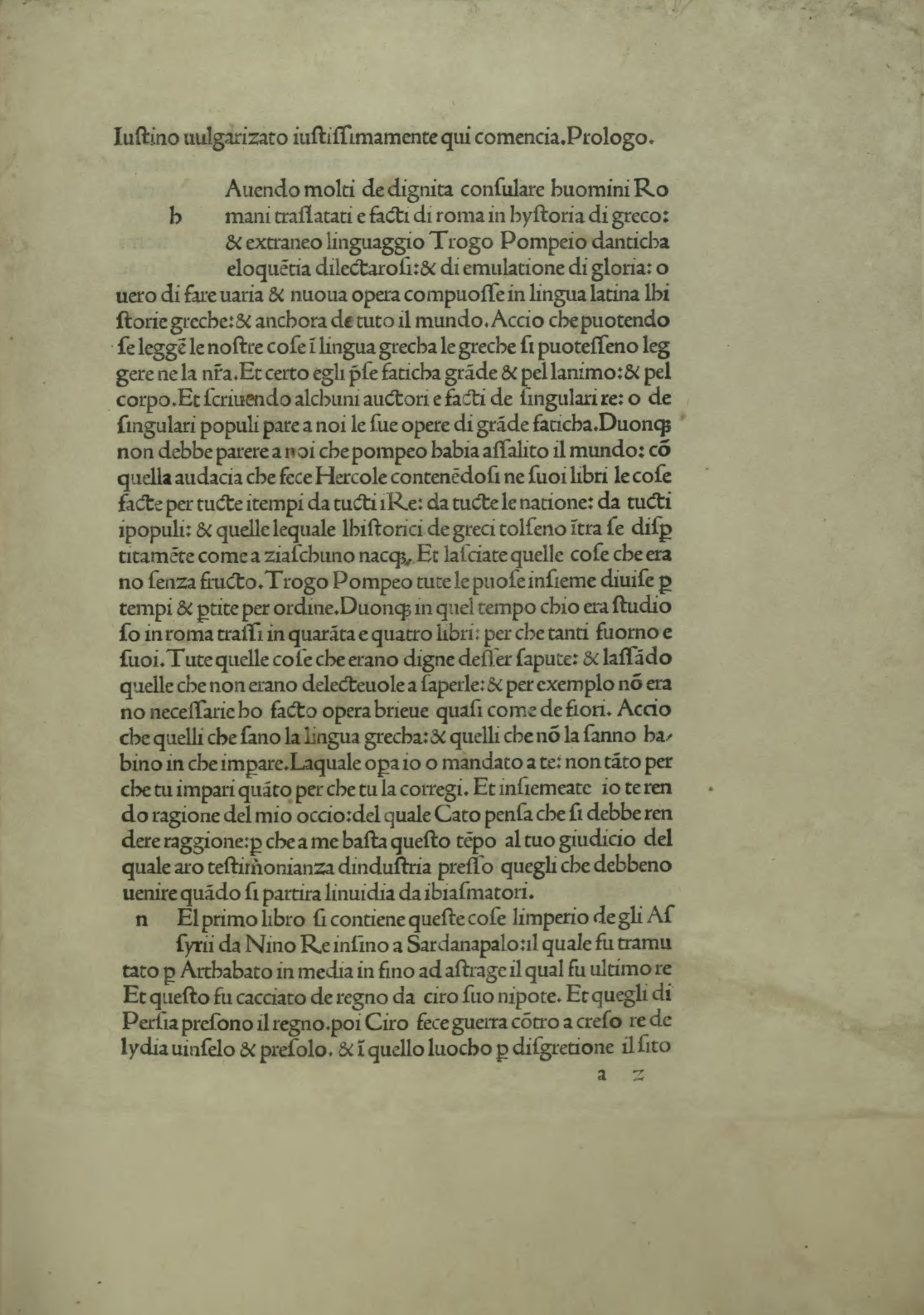
Epitome historiarum Trogi Pompeii

La seva gran obra és Justini Historiarum Philippicarum Libri XLIV que el mateix autor diu que és derivació de la "Història Universal" (totius Orbis Historias) de Troge Pompeu. Les obres de Troge s'han perdut, però Plini i altres autors en van conservar el pròleg. El tema principal de l'obra de Troge era l'ascens i la història del Regne de Macedònia, començant per Filip II. Justí en realitat va fer més aviat una antologia i no un resum (o epítom) de l'obra de Troge.
Aquesta obra de Justí va ser molt utilitzada durant l'edat mitjana, perquè l'autor va ser confós amb Justí el Màrtir.